# ロビン・アトキン・ダウンズ
ロビン・アトキン・ダウンズ（Robin Atkin Downes、1976年9月6日 - ）は、イギリスの俳優である。
『スター・ウォーズシリーズ』のアニメ作品でのキャラクターの声や、『ほぼ300』の映画作品のナレーション役などで知られている。

## 出演作品

### ゲーム
2007年
- Team Fortress 2 (メディック)[1][2]

2007年
- ノーモア★ヒーローズ（トラヴィス・タッチダウン）[3]

2010年
- ノーモア★ヒーローズ2 デスパレート・ストラグル（トラヴィス・タッチダウン）[3]

2011年
- Saints Row: The Third（ボス(男性3)）[3]

2013年
- Saints Row IV（ボス(男性3)）[3]

2015年
- Saints Row: Gat out of Hell（ボス(男性3)）[3]

2019年
- Travis Strikes Again: No More Heroes（トラヴィス・タッチダウン）[3]

2021年
- ノーモア★ヒーローズ3（トラヴィス・タッチダウン）[3]

2023年
- Apex Legends (バリスティック)[4][5]